# Giants: Citizen Kabuto
Giants: Citizen Kabuto est un jeu vidéo de Jeu de tir à la première personne ou tir à la troisième personne qui mélange plusieurs styles de gameplay. Le jeu est sorti le 6 décembre 2001 sur PC, il a été développé par Planet Moon Studios et édité par Interplay Entertainment. Il a ensuite été porté sur PlayStation 2 en 2001 par Digital Mayhem, puis sur Mac par MacPlay la même année.

## Présentation
Giants: Citizen Kabuto, outre ses graphismes et la démonstration technologique et technique qu'il représentait, possède un gameplay qui lui est propre. La partie solo est assaisonnée avec un humour omniprésent, certains dialogues frisant l'absurde.

## Histoire
La campagne solo est divisée en trois sections.
Le joueur débute l'histoire avec les Meccaryns, cinq soldats se nommant Baz (le personnage principal et chef de l'équipe), Gordon, Bennett, Tel, et Reg. Ceux-ci cherchent à aller sur Majorca une planète décrite comme paradisiaque pour y passer leurs vacances.
Un accident les fait cependant s'écraser sur l'Île. Ceux-ci décident alors d'aider les Smarties, une espèce locale, à se libérer du joug des Marines ("Sea Reapers" en VO).
Dans la deuxième partie, le joueur poursuit l'histoire avec Delphi, la princesse des Marines. Celle-ci se rebelle face à sa mère, la reine, et tente de la renverser.
Pour vaincre le Kabuto (un monstre bleu énorme) qu'invoque sa mère, Delphi finira par se transformer elle-même en Kabuto. Le joueur prendra alors le contrôle du monstre pour la troisième et dernière partie du jeu.
Cependant, Delphi échouera et redeviendra une Marine. Le joueur devra alors défaire le "méchant" Kabuto avec Baz durant la scène finale.

## Système de jeu
Les Meccaryns, Delphi ou le Kabuto proposent chacun une manière de jouer très différente.
Les Meccaryns et les Sea Reapers proposent un mélange de jeu d'action et de stratégie avec une base à améliorer et défendre. Kabuto est lui axé principalement sur l'action, même s'il est possible de gérer quelques unités.